# Liste der Stolpersteine in Lauf an der Pegnitz

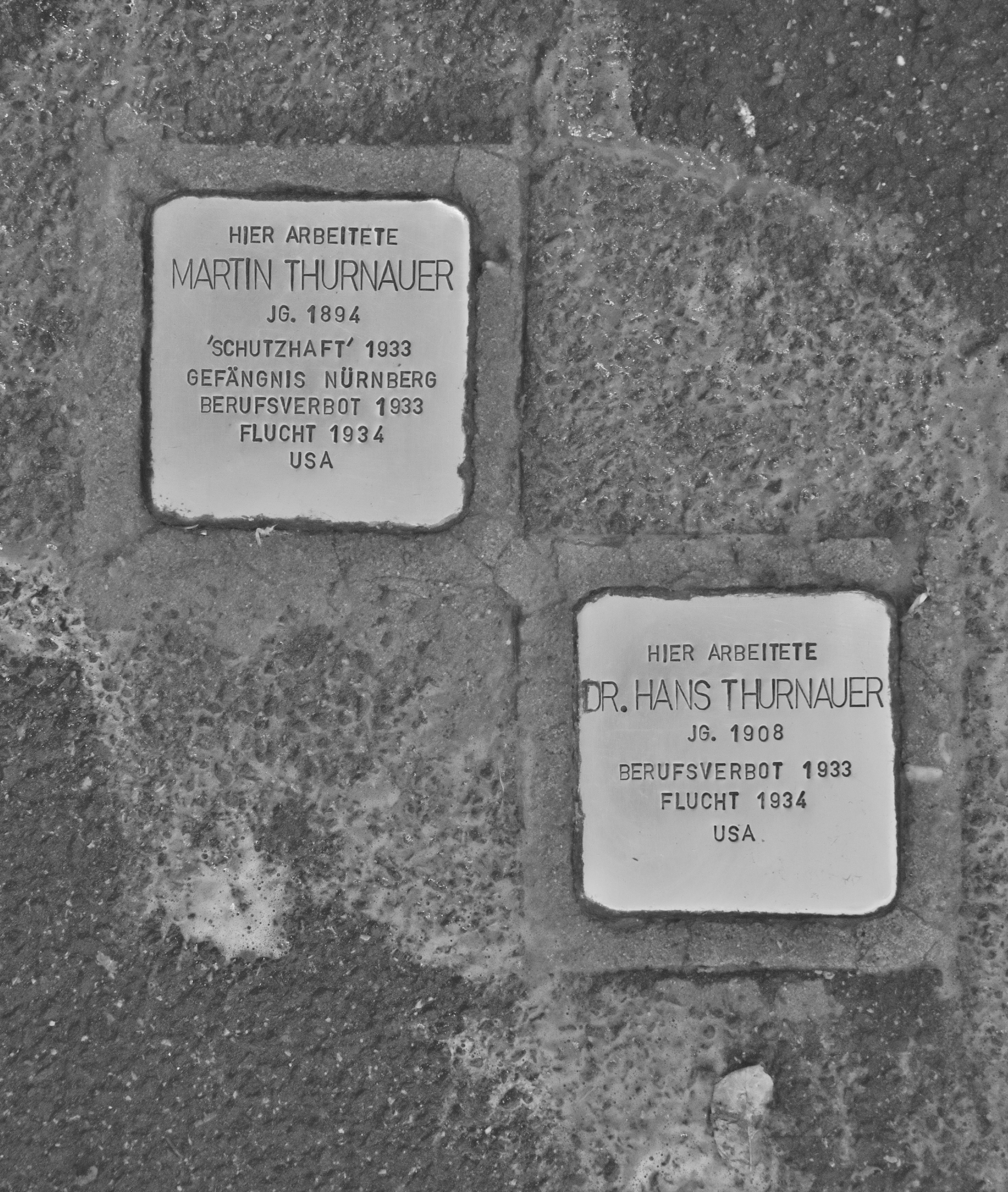
Stolpersteine für die Thurnauers, die flüchten mussten, um zu überleben

Die Liste der Stolpersteine in Lauf an der Pegnitz enthält die zurzeit bekannten Stolpersteine, die im Rahmen des gleichnamigen Kunstprojekts von Gunter Demnig in Lauf an der Pegnitz verlegt wurden. Mit den Stolpersteinen soll Opfern des Nationalsozialismus gedacht werden, die in Lauf an der Pegnitz lebten und wirkten.

## Juden in Lauf an der Pegnitz

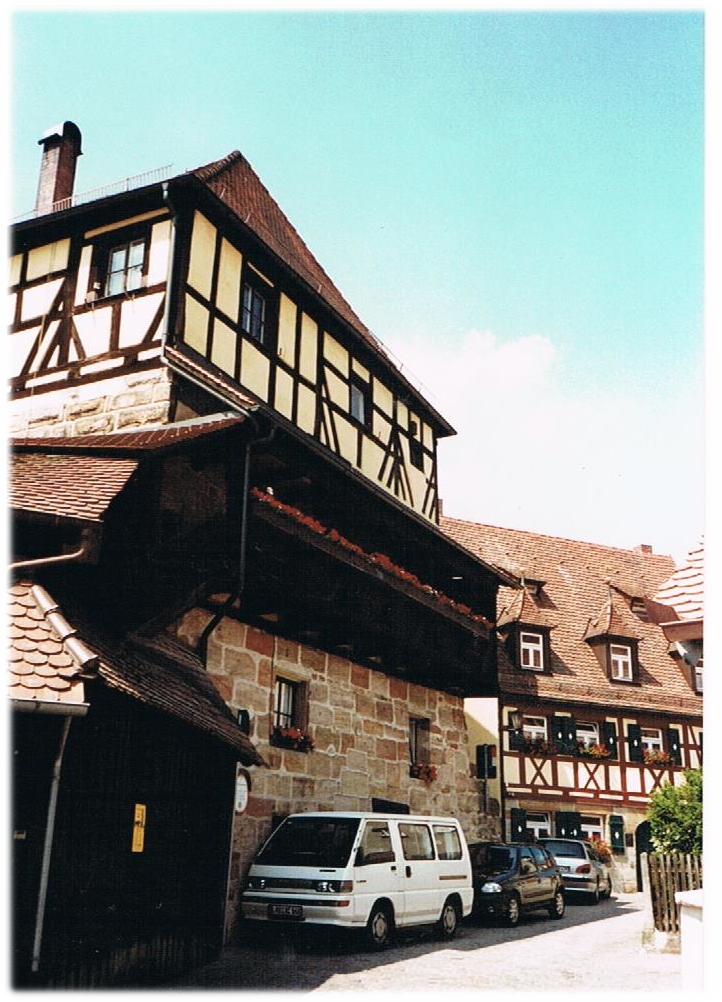
Der Judenturm, errichtet 1430

Bereits im Mittelalter lebten einige Juden in Lauf an der Pegnitz. 1338 wurde ein Toraschreiber aus Lauf in Nürnberg als Judenbürger genannt, 1347 wird der Nürnberger Judeneid ins Laufer Stadtbuch eingetragen. 1355 wurde Lauf an der Pegnitz zur Stadt erhoben. Zeugnisse jüdischen Lebens in der Stadt gibt es erst wieder aus dem 15. Jahrhundert, beispielsweise die Nennung einzelner Juden in den Jahren 1408 und 1411. Die ortsansässigen Juden verdienten ihren Lebensunterhalt mit dem Geldhandel. Der Landesherr räumte 1430 der Stadt das Recht ein, über die Judensteuer zu verfügen. Im selben Jahr wurde, als Teil der Stadtmauer, der sogenannte Judenturm errichtet, ein markantes Bauwerk, welches heute noch besteht. 1504 sicherte sich die Reichsstadt Nürnberg als Verbündeter der Münchner Linie der Wittelsbacher die Herrschaft über die Stadt. Spätestens zu dieser Zeit verließen die letzten Juden Lauf.
Im 19. und 20. Jahrhundert siedelten sich nur wenige Juden erneut in Lauf an. Sie zählten zur jüdischen Gemeinde von Ottensoos, einer Gemeinde, die ununterbrochen seit dem 16. Jahrhundert bestand. Zu den Juden von Lauf zählten Hans und Martin Thurnauer, zwei Cousins, die beide für den Keramikkonzern Stemag arbeiteten, die Vorgängerfirma von CeramTec. Beide Thurnauers wurden verhaftet, enteignet und zur Emigration gezwungen. Die 2014 verlegten Stolpersteine liegen vor dem Haupteingang der Ceramtec-Fabrik.

## Stolpersteine in Lauf an der Pegnitz
| Stolperstein | Inschrift | Standort            | Name, Leben |
| ------------ | --- | ------------------- | --- |
|              | HIER ARBEITETE DR. HANS THURNAUER JG. 1908 BERUFSVERBOT 1933 FLUCHT 1934 USA                                    | Luitpoldstraße 15 · | Hans Thurnauer wurde 1908 geboren. Er war der Cousin von Martin Thurnauer, des Direktors der Stemag. Zur Zeit der Machtergreifung der Nationalsozialisten Anfang 1933 war er als Angestellter in der Firma tätig und arbeitete gerade an seiner Doktorarbeit. Noch im Jahr 1933 wurden Hans Thurnauer und sein Cousin verhaftet, enteignet und zur Emigration gezwungen. Hans Thurnauer und sein Cousin gingen 1934 in die USA. Seine Tochter Marion war aus Boulder angereist, um bei der Verlegung des Stolpersteines dabei zu sein. |
|              | HIER ARBEITETE MARTIN THURNAUER JG. 1894 'SCHUTZHAFT' 1933 GEFÄNGNIS NÜRNBERG BERUFSVERBOT 1933 FLUCHT 1934 USA | Luitpoldstraße 15 · | Martin Thurnauer wurde am 30. März 1894 in Nürnberg geboren. Seine Eltern waren der Fabrikant Bernhardt Thurnauer (1855–1936) und Josefine, geborene Rudolph (1869–1948), genannt Josie. Seine Mutter wurde in Sitka, Alaska geboren, sie war die Tochter von Martin Rudolph. Martin Thurnauer war verheiratet mit Helene, geborene Franc, genannt Leni. Das Paar hatte zwei Töchter, Stephanie Weiss and Lieselotte Hoffmann, genannt Lilo. Er ging nach Beendigung der Schule in die USA, um dort zu studieren. 1919 trat er in die SteatitAG ein, diese fusionierte 1920 mit der MagnesiaCo zur Firma SteMag. Thurnauer war ab 1921 Direktor und Vorstandsmitglied dieses Keramikkonzerns, der Vorgängerfirma der heutigen Firma Ceramtec. Seine Verhandlungen mit ausländischen Firmen, unter anderem in Frankreich und England, wurden von der NSDAP und Konkurrenten als Vorwand genommen, um ihn aus der Firma zu drängen. Die Verträge wurden als "Verrat an der deutschen Industrie" ausgelegt. 1933 wurden Martin Thurnauer und sein Cousin Hans, damals Angestellter der SteMag, verhaftet und enteignet. Aus der "Schutzhaft" wurde Martin Thurnauer erst nach Abgabe einer Erklärung, dass er die Firma SteMag nicht mehr betrete, entlassen. Ein weiteres Betreten der Firma wurde mit einer weiteren "Schutzhaft" bedroht. Seine Mitgliedschaft im Deutschen und Österreichischen Alpenverein wurde ihm im November 1933 gekündigt auf Grund seiner nichtarischen Abstammung. Martin Thurnauer wurde wie sein Cousin zur Emigration gezwungen und emigrierte mit seiner Familie 1934 in die USA, wo er sich in New Jersey niederließ. Er war Vizepräsident der Lightolier Inc. und Vorsitzender des Associates Advisory Board der New School for Social Research New York. Sein Vater starb 1936, seine Schwiegereltern erhielten 1939 Transit-Visa für die Schweiz. Martin Thurnauer starb am 10. Juni 1974 in Riverdale. |

## Verlegedatum
Die Stolpersteine von Lauf an der Pegnitz wurden am 23. September 2014 von Gunter Demnig verlegt.